# احمد مسجدجامعی
احمد مسجدجامعی (زادهٔ ۱ شهریور ۱۳۳۵ تهران) سیاستمدار ایرانی است که عضو و رئیس شورای اسلامی شهر تهران و وزیر فرهنگ و ارشاد اسلامی در دولت سید محمد خاتمی بوده‌است. وی هم‌اکنون قائم‌مقام رئیس مرکز دایره المعارف بزرگ اسلامی می‌باشد.

## زندگی
او در سال ۱۳۳۵ در تهران و در محله بازار مسجد جامع متولد شد و دوران نوجوانی و کودکی را در آن محله سپری کرد. وی فرزند آیت اله مصطفی مسجدجامعی، از علمای به نام تهران است. کارشناسی ارشد جغرافیای انسانی از دانشگاه تهران دارد. وی وزیر فرهنگ و ارشاد اسلامی در دولت دوم محمد خاتمی (پس از استعفای سید عطاءالله مهاجرانی) بوده‌است. مسجدجامعی بنیانگذار بسیاری از فعالیت های فرهنگی همچون نمایشگاه بین المللی کتاب، نمایشگاه بین‌المللی قرآن و خانه کتاب بوده‌ است. بسیاری از کارشناسان و اهالی سینما دوران حضور وی در وزارت ارشاد را یکی از بهترین دوران‌ها و بازترین فضاها دانسته‌اند.
او عضو دوره سوم شورای شهر تهران بود و در دوره چهارم انتخابات شوراهای اسلامی شهر و روستا با حمایت ائتلاف اصلاح طلبان به شورای اسلامی شهر تهران راه یافت. مسجد جامعی نهایتاً با کسب ۱۶ رأی رئیس شورای شهر چهارم شد و رقیب اصلی خود، مهدی چمران را شکست داد، اما در سال دوم این شورا وی با کسب ۱۳ رأی در مقابل ۱۸ رأی از ریاست این شورا برکنار شد و ریاست شورای شهر را  مجدداً به مهدی چمران بازپس داد.

## ریاست شورای اسلامی شهر تهران (۱۳۹۲–۱۳۹۳)
احمد مسجد جامعی در دوره چهارم شوراها در حوزه انتخابیه تهران با حمایت اصلاح طلبان در انتخابات نامزد شد و با کسب ۲۸۱۵۴۸ رای در رده چهارم منتخبین شورا قرار گرفت. با توجه به اکثریت کمرنگ اصلاح طلبان در این دوره به عنوان کاندیدای ریاست شورای اسلامی شهر تهران اعلام شد. او نهایتاً با کسب ۱۶ رأی، رئیس دوره چهارم شورای اسلامی شهر تهران شد، اما در سال دوم با کسب ۱۳ رأی ریاست شورای شهر تهران را از دست داد.
سمتها
1. کارشناس مسئول سازمان پژوهش و برنامه‌ریزی آموزشی
2. کارشناس مسئول دفتر امور اجتماعی وزارت کشور
3. مدیر کل طرح و برنامه وزارت فرهنگ و ارشاد اسلامی
4. معاون فرهنگی وزارت فرهنگ و ارشاد اسلامی
5. معاون پژوهشی وزارت فرهنگ و ارشاد اسلامی
6. رئیس شورای فرهنگ عمومی
7. مشاور رئیس‌جمهور در امور جوانان
8. عضو شورای عالی معماری و شهرسازی کشور (۷۹ تا ۸۴)
9. قائم مقام وزیر و معاون فرهنگی وزارت فرهنگ و ارشاد اسلامی (دولت هفتم)
10. وزیر فرهنگ و ارشاد اسلامی (دولتهای هفتم و هشتم)
11. رئیس هیئت مدیره مؤسسه گفتگوی فرهنگها و تمدنها
12. رئیس هیئت مدیره بنیاد باران
13. عضو هیئت مؤسس و رئیس هیئت امنای دبیرخانه کتاب سال ولایت (از ۱۳۷۸)
14. عضو هیئت مؤسس و رئیس هیئت امنای کنگره دین پژوهان (از ۱۳۷۸)
15. رئیس هیئت مؤسس و هیئت امنای خانه کتاب ایران (از سال ۷۶)
16. رئیس هیئت امنای موزه ملی قرآن کریم (۱۳۸۸–۱۳۸۴)
17. رئیس هیئت مؤسس و هیئت امنای جایزه تهران(از سال ۱۳۹۲)
18. نماینده مردم تهران در سومین دوره شورای اسلامی شهر تهران (۱۳۸۶–۱۳۹۲)
19. رئیس کمیسیون فرهنگی اجتماعی شورای اسلامی شهر تهران(۱۳۸۶–۱۳۸۹)
20. رئیس ستاد هماهنگی شورایاری‌های شورای اسلامی شهر تهران(۱۳۸۶–۱۳۹۲)
21. رئیس شورای اسلامی شهر تهران(۱۳۹۲–۱۳۹۳)

## استعفا از شورای شهر
احمد مسجدجامعی، در تاریخ ۲۷ دی ۱۳۹۵ طی نامه‌ای به رئیس شورای شهر تهران از سمت خود استعفا داد. در متن این استعفا آمده‌است: «با توجه به پیشنهاد رئیس‌جمهور برای انجام وظیفه در سازمان اسناد و کتابخانه ملی، استعفای خود از عضویت شورای اسلامی شهر تهران به استناد بند ۲ ماده ۲۸ قانون شوراها اعلام می‌کنم.»
اما ۵ روز بعد به خاطر بررسی موضوع آتش‌سوزی و تخریب ساختمان پلاسکو و تعیین تکلیف این حادثه استعفایش را پس گرفت.